# Ozma Wars
Ozma Wars (オズマ・ウオーズ) es un videojuego arcade tipo Matamarcianos de 1979, y el primer videojuego desarrollado y publicado por SNK, que todavía se conocía como "Shin Nihon Kikaku" en ese momento. El videojuego también se conoce como el segundo videojuego vertical de Matamarcianos, después de Space Invaders de Taito (que se ejecutó en el mismo hardware de arcade), pero también es conocido como el primer videojuego con "niveles" dispares. El juego también se destaca por ser el primer videojuego de acción que cuenta con un suministro de energía, parecido a una barra de vida, un mecanismo que ahora se ha vuelto común en la mayoría de los videojuegos de acción modernos. El juego permitió al jugador repostar energía entre cada nivel, y presentó una gran variedad de enemigos alienígenas.
El jugador controla una nave espacial que debe defenderse de los ovnis, los meteoros y los cometas. En lugar de vidas, el jugador recibe una reserva de energía que disminuye constantemente; ser golpeado por el enemigo hace que el juego se detenga momentáneamente y se agote una gran cantidad de energía. De vez en cuando, una nave nodriza aparecerá y atracará con la nave espacial del jugador, permitiendo que la energía se vuelva a llenar. Hay 3-4 etapas reconocibles a medida que el juego avanza y comienzan a aparecer nuevos enemigos. Después de esto, aparecerá la nave nodriza y el ciclo comenzará de nuevo; esto continúa indefinidamente hasta que la energía llegue a cero.
Hay dos versiones conocidas de contrabando de este juego llamadas Space Phantoms y Solar Flight. En Space Phantoms, la nave del jugador parece un ángel, y los enemigos aparecen como diferentes tipos de insectos. Debido a que el juego era monocromo y un kit de conversión para Space Invaders, muchos monitores de Ozma Wars todavía utilizaban la superposición de colores de Space Invaders.